# Pico-projector

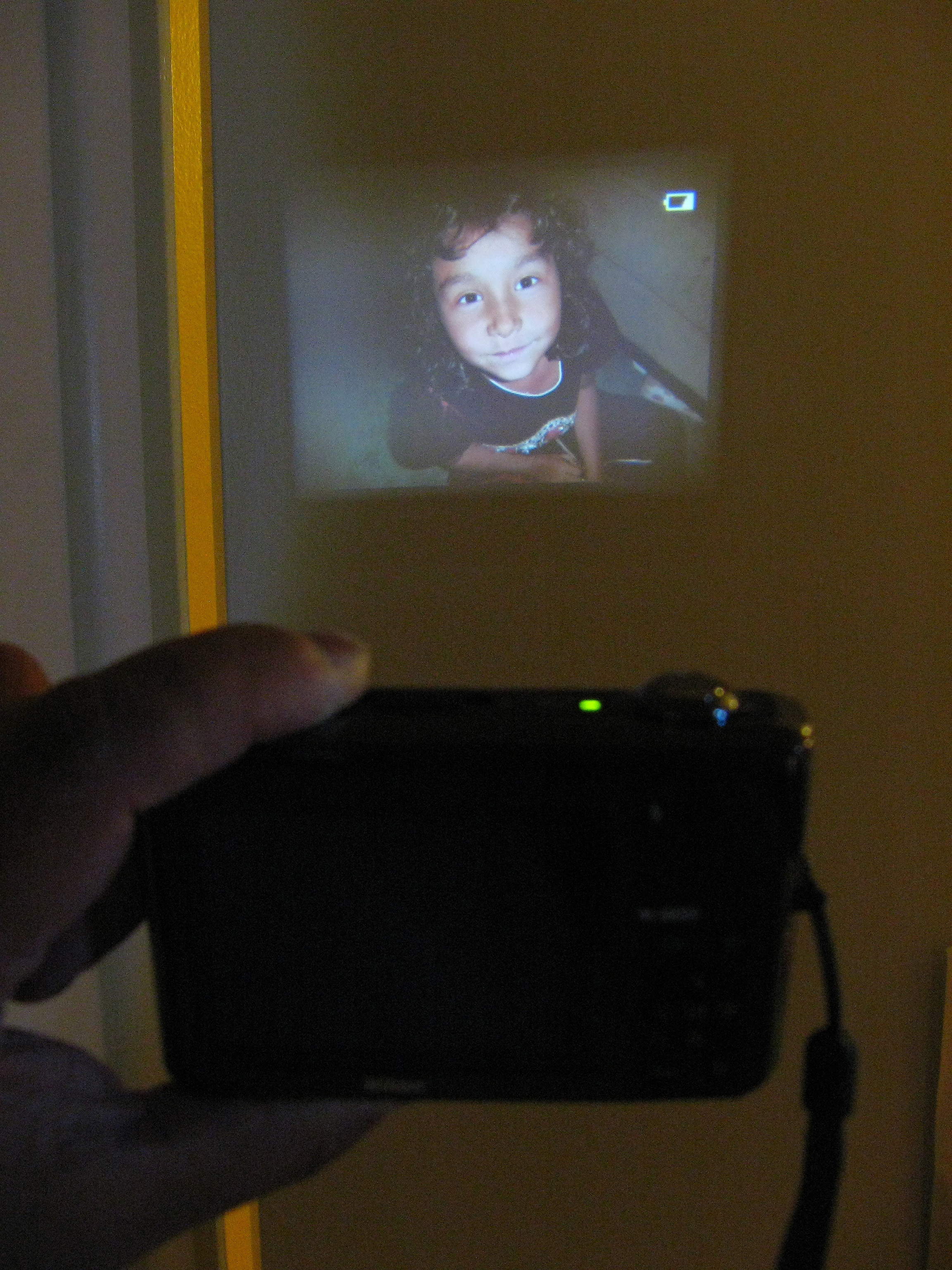
La càmera compacta Nikon Coolpix S1000pj projectant una imatge amb el seu projector incorporat.

Un pico-projector (també conegut com a projector portàtil, projector de butxaca, projector mòbil o micro-projector) és un tipus de projector digital amb una tecnologia que implementa un projector d'imatges en un petit dispositiu portàtil. Es tracta de la resposta al desenvolupament de dispositius portàtils com els telèfons mòbils, els assistents personals digitals i les càmeres digitals, que disposen de la suficient capacitat d'emmagatzematge per poder contenir fotografies, vídeos o fins i tot materials per a presentacions però que ofereixen espai massa petit per acomodar una pantalla annexa.
Aquests pico-projectors disposen de maquinari i programari miniaturitzat amb la finalitat de projectar imatges i vídeos digitals en una superfície propera, se n'han fet alguns models adaptats a la forma i mida dels Iphone, amb una utilització exclusiva per part d'aquests aparells.

## Història

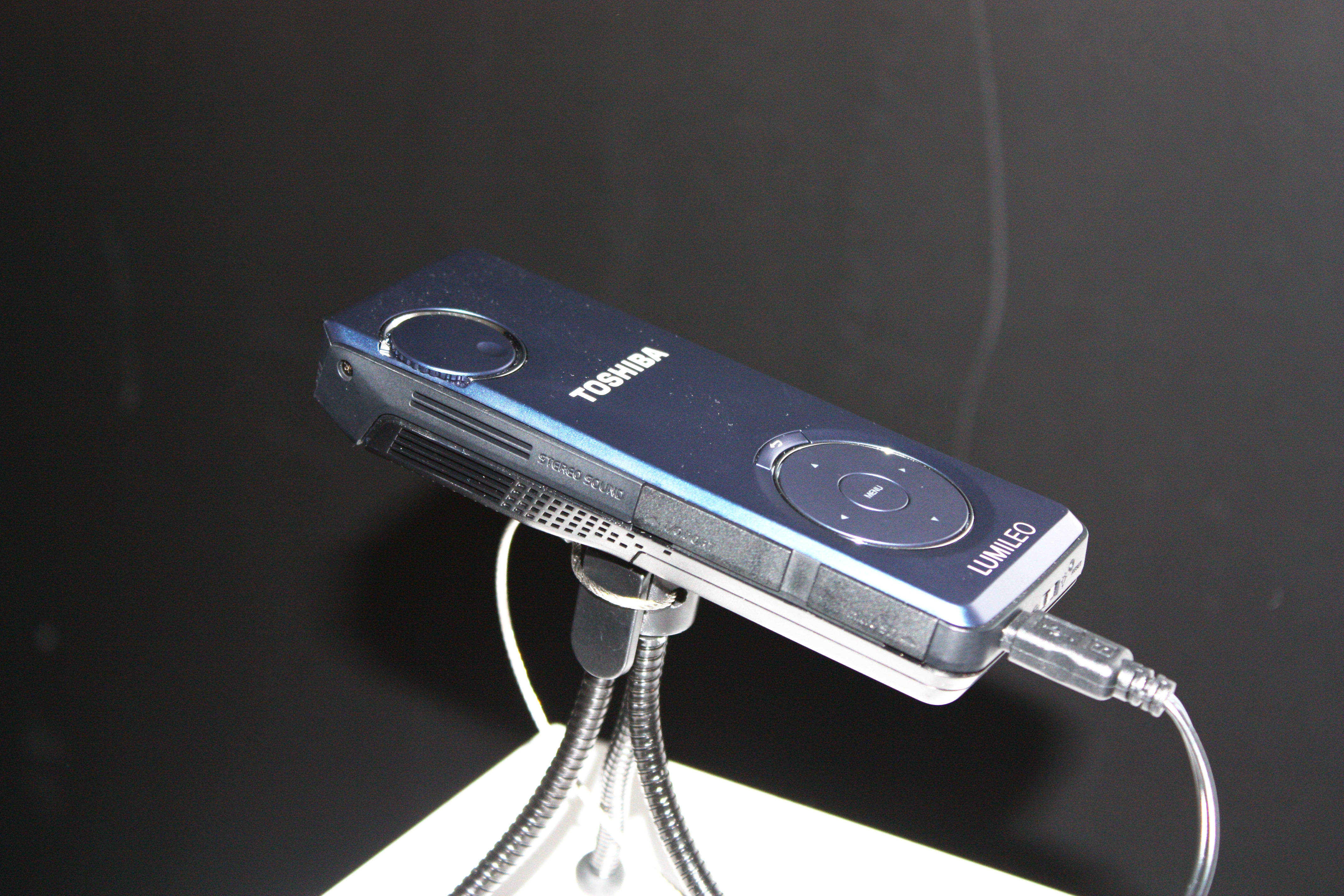
Projector Toshiba Lumileo M200

Avenços importants en la tecnologia d'imatges han permès la introducció dels projectors de vídeo (pico) de tipus miniatura. El concepte va ser introduït per Explay el 2003 a diversos fabricants d'electrònica de consum. La seva solució va ser anunciada públicament a través de la seva relació amb Kopin el gener de 2005.
Després d'uns estudis de mercat, l'empresa Insight Media ha dividit els principals fabricants d'aquests aparells en diverses categories:
- Fabricants de micro-pantalla (per exemple: TI's DLP, Himax, Micron Displaytech and Syndiant LCoS, Maradin, Microvision, Lemoptix i bTendo MEMS scanners))
- Fabricants de fonts de llum (per exemple: Philips Lumileds, Osram, Cree LEDs and Corning, Nichia, Mitsubishi Lasers)
- Fabricants de mòduls digitals (per exemple: Jabil /Sypro Digital Light Processing (DLP) amb LED, 3M Liquid crystal on silicon (LCoS) amb LED, Explay LCoS amb làser, AAXA Tecnologies amb LCoS engine)

## Tendències
Aplicacions dels pico-projectors
Els pico-projectors són tremendament còmodes però la seva limitació quant a potència lumínica no els fa adequats per a presentacions davant de molt de públic. Són, per exemple, molt adequats per als comercials que volen mostrar informació in-situ als clients sense la limitació de la grandària d'una tauleta o d'un ultra portàtil.
Futur dels pico-projectors
Els investigadors de la institució alemanya Technische Universität de Darmstadt han publicat un document que demostra una tecnologia que eventualment podria aportar un control complex dels pico-projectors, basat en objectes físics. Es tracta de la tecnologia, anomenada "lightbeam", per ser integrada als telèfons intel·ligents, que permetria engendrar una gamma molt més àmplia de mètodes de navegació i d'interaccions amb les dades.